# Oligotoma nana
Oligotoma nana is een insectensoort uit de familie Oligotomidae, die tot de orde webspinners (Embioptera) behoort. De soort komt voor in Java.
Oligotoma nana is voor het eerst wetenschappelijk beschreven door Walter Roepke in 1919.